# 奈杰尔·埃弗里
奈杰尔·埃弗里（英語：Nigel Avery，1967年8月31日—），新西兰男子举重运动员。他曾代表新西兰参加1998年和2002年英联邦运动会举重比赛，获得二枚金牌、一枚银牌和二枚铜牌。